# Charles Mignon-Léon Launois
Charles Mignon-Léon Launois is een in 1995 in Épernay opgericht champagnehuis. Het huis beschikt over eigen wijngaarden in de grand cru-gemeente Chouilly en in de valei van de Marne. Het huis heeft contracten afgesloten met wijnboeren in de valei van de Marne en op de hellingen van de Montagne de Reims. Een groot deel van de druiven die tot champagne wotrden verwerkt zijn chardonnay van de Côte des Blancs.
De pinot meunier wordt in  Mesnil Le Huttier and Festigny geteeld. Omdat het bedrijf meer druiven nodig heeft dan daar kunnen worden verbouwd zijn er contracten afgesloten met de boeren uit de valei van de Marne en de omgeving van Epernay.
De pinot noir komt grotendeels uit de 'grand cru'- of 'premier cru'-dorpen op de hellingen van de Montagne de Reims. De benodigde chardonnay komt onder andere uit de grand cru-gemeente Chouilly en premier cru-gemeente in de Côte des Blancs.
Van de most wordt in de ISO 22000 gecertificeerde wijnkelders een stille witte wijn gemaakt. De eerste alcoholische gisting vindt plaats in grote roestvrijstalen containers. Wanneer de jonge stille witte wijn samen met een liqueur de tirage is gebotteld kan de tweede gisting in de in de krijtrotsen uitgehouwen gewelven, de "crayeres" plaatsvinden. Voor die prise de mousse en de verplichte lagering gedurende het anderhalf jaar daarop wordt gebruikgemaakt van diezelfde koele kelders.

## De champagnes
- De Premium-Reserve Brut is geassembleerd uit de drie belangrijke druivenrassen van de Champagne, de pinot noir, pinot meunier en chardonnay. De champagne is een reserve wat inhoudt dat de wijn werd gemengd met de reserves uit de kelder. Zo kan ook in een minder wijnjaar een constante kwaliteit en trouw aan de stijl van het huis worden bereikt. De brut is de meest verkochte champagne en het visitekaartje van het huis.
- De Premium-Brut Reserve 1er Cru werd gemaakt van 75% pinot noir en 25% chardonnay uit de premier cru-gemeenten.
- De Premium-Reserve Brut Rosé 1er Cru is een roséchampagne. Het is een assemblage van pinot noir en chardonnay die met 8 tot 15% rode wijn uit het grand cru-dorp Bouzy op kleur is gebracht.
- De Hymne de L'Amour is geassembleerd uit de drie belangrijke druivenrassen van de Champagne, de pinot noir, pinot meunier en chardonnay.
- De Cuvée Comte de Marne Brut Grand Cru werd gemaakt van 55% pinot noir en 45% chardonnay uit grand cru-gemeenten. Deze wijn heeft drie jaar lang in de kelders op gist mogen rijpen.
- De Cuvée Comte de Marne Rosé Grand Cru is een roséchampagne. Het is een assemblage van pinot noir en chardonnay uit grand cru-gemeenten die met 10 tot 15% rode wijn uit het grand cru-dorp Bouzy op kleur is gebracht. Deze wijn heeft drie jaar lang in de kelders op gist mogen rijpen.
- De Cuvée Comte de Marne Millésime 2008 is een millésime, wat inhoudt dat alle druiven in hetzelfde jaar zijn geplukt. Voor deze champagne zijn alleen druiven, 55% pinot noir en 45% chardonnay, uit grand cru-gemeenten gebruikt. Deze wijn heeft drie jaar lang in de kelders op gist mogen rijpen